# 성노진
성노진(1972년 ~ )은 대한민국의 배우이자 연출가이다.

## 병역
- 1992년 ~ 1993년 대한민국 육군 방위병 전역

## 경력
- 1991년 금성사 사원
- 1991년 ~ 1996년 극단 새벽 단원
- 1996년 ~ 1997년 극단 열린무대동수 단원
- 1997년 ~ 2001년 극단 무천 단원
- 2001년 ~ 2005년 극단 청우 단원
- 2005년 ~ 2013년 극단 신기루만화경 단원[1]

## 출연

### 방송

#### 드라마
- 2014년 SBS 《나만의 당신》 - 빵집 사장 역
- 2015년 JTBC 《송곳》 - 남자 3 역
- 2020년 Netflix 《무브 투 헤븐: 나는 유품정리사입니다》 (웹 드라마) - 박철우 역
- 2020년 KBS2 《KBS 드라마 스페셜 - 나들이》 - 큰 아들 역
- 2021년 JTBC 《로스쿨》 - 의사 역
- 2021년 KBS2 《오월의 청춘》 - 41년 후 김명수 역
- 2021년 tvN 《너는 나의 봄》 - 교회 증인 역
- 2021년 MBC 《검은 태양》 - 황모술 역
- 2021년 SBS 《원 더 우먼》 - 한주호텔 노조원 역
- 2022년 SBS 《악의 마음을 읽는 자들》 - 함영규 교수 역
- 2022년 SBS 《어게인 마이 라이프》 - 박상만 부 역
- 2022년 tvN 《우리들의 블루스》 - 소장 역
- 2022년 JTBC 《나의 해방일지》 - 부장 역
- 2022년 tvN 《멘탈코치 제갈길》 - 조지훈 역
- 2022년 Disney+ 《3인칭 복수》 - 민선하의 아버지 역
- 2023년 JTBC 《나쁜 엄마》 - 이재규 역
- 2023년 SBS 《악귀》 - 이재환 역
- 2023년 KBS2 《순정복서》 - 송 관장 역
- 2023년 Netflix 《스위트홈 시즌2》
- 2024년 KBS2 《환상연가》 - 발정 역
- 2024년 Disney+ 《강력하진 않지만 매력적인 강력반》 - 윤 코치 역
- 2024년 Netflix 《경성크리처 시즌 2》 - 오 씨 역
- 2025년 SBS 《보물섬》 - 관리자 역

#### 교양
- 2000년 MBC 《봄날》 (2000.05.18)

#### 오디오
- 2008년 민음사 《엄청나게 시끄럽고 믿을 수 없게 가까운》 (웹 오디오) - 낭독 (2008.05.01)

### 영화
- 2003년 《질투는 나의 힘》 - 후배 경찰 역
- 2004년 《호산 장어》 (단편 영화) - 익환 역
- 2006년 《양아치어조》 - 룸싸롱 손님 1 역
- 2009년 《차우》 - 트럭 사내 2 역
- 2011년 《멋진 인생》 - 석준 친구 2 역
- 2014년 《카트》 - 정직원 5 역
- 2015년 《산다》 - 건설사무소 직원 역
- 2017년 《왕을 참하라》 - 도안근 역
- 2018년 《60일의 썸머》 - 형사 2 역
- 2020년 《용루각: 비정도시》 - 정태 역
- 2021년 《낙원의 밤》 - 의사 2 역
- 2022년 《불도저에 탄 소녀》 - 중장비 노동자 역

### 공연

#### 연극
- 1996년 《시인과 모델》
- 1997년 《이디푸스와의 여행》 (1997.08.01~1997.08.10)
- 1997년 《이디푸스와의 여행》 (1997.10.08~1997.10.15)
- 1998년 《내마》 (1998.04.16~1998.05.13)
- 1998년 《이디푸스와의 여행》 (1998.06.05~1998.06.06)
- 1999년 《햄릿 프로젝트》 (1999.08.06~1999.08.29)
- 1999년 《햄릿 프로젝트》 (1999.09.23~1999.09.28)
- 2000년 《봄날》 (2000.03.10~2000.03.12)
- 2000년 《봄날》 (2000.05.18~2000.05.20)
- 2000년 《맥베드 21》 (2000.08.10~2000.08.13)
- 2000년 《한 여름 밤의 꿈》 (2000.08.14~2000.08.20)
- 2001년 《5월의 시》 (2001.05.18)
- 2001년 《인류 최초의 키스》 (2001.09.01~2001.10.03)
- 2003년 《평심》 (2003.06.04~2003.06.22)
- 2003년 《웃어라 무덤아》 (2003.11.14~2003.11.30)
- 2004년 《자객열전》 (2004.05.20~2004.05.30)
- 2004년 《자객열전》 (2004.06.08~2004.07.04)
- 2004년 《웃어라 무덤아》 (2004.09.02~2004.09.26)
- 2004년 《웃어라 무덤아》 (2004.11.04~2004.11.05)
- 2005년 《소 등에 나비》 (2005.08.17~2005.08.28)
- 2005년 《소 등에 나비》 (2005.09.18)
- 2006년 《달의 소리》 - 율도 역 (2006.05.17~2006.05.21)
- 2007년 《다리퐁 모단걸》 - 철석 기범 / 원로 / 닷곱 / 음란남 역 (2007.04.06~2007.06.03)
- 2007년 《코끼리와 나》 (2007.09.21~2007.10.21)
- 2007년 《그때, 별이 쏟아지다》 - 필두 / 태범 / 형달 / 종대 / 남자 역 (2007.11.08~2008.01.06)
- 2008년 《철로》 (2008.05.22~2008.05.25)
- 2008년 《충분히 애도되지 못한 슬픔: 창작예찬》 - 타짜 역 (2008.08.01~2008.08.10)
- 2008년 《염소 혹은 실비아는 누구인가?》 - 로스 역 (2008.10.03~2008.10.05)
- 2009년 《어느 날 문득, 네 개의 문》 (2009.01.15~2009.01.24)
- 2009년 《어느 날 문득, 네 개의 문》 (2009.02.05~2009.02.15)
- 2009년 《다락방》 (2009.06.08~2009.06.28)
- 2009년 《눈속을 걸어서》 (2009.11.24~2009.12.31)
- 2010년 《당신의 잠》 (2010.04.23~2010.05.02)
- 2010년 《스페이스 치킨 오페라》 - 다무라 / 기자 / 탐정 외 역 (2010.06.11~2010.07.04)
- 2011년 《연》 - 이기주 역 (2011.09.16~2011.10.16)
- 2011년 《연》 - 이기주 역 (2011.10.20~2011.10.26)
- 2011년 《팝콘》 - 칼 브레즈너 역 (2011.11.04~2011.11.27)
- 2012년 《3월의 눈》 - 청년 일본 관광객 역 (2012.03.01~2012.03.18)
- 2012년 《콜라소녀》 - 막내 아들 역 (2012.04.19~2012.04.22)
- 2012년 《삼국유사 프로젝트 - 멸》 - 수종 역 (2012.11.03~2012.11.18)
- 2013년 《콜라소녀》 - 막내 아들 역 (2013.03.08~2013.04.14)
- 2013년 《평상》 - 아들 역 (2013.04.24~2013.04.28)
- 2013년 《콜라소녀》 - 막내 아들 역 (2013.07.19~2013.09.08)
- 2013년 《목란언니》 - 오영환 외 역 (2013.11.19~2013.12.29)
- 2014년 《만리향》 - 첫째 역 (2014.05.07~2014.05.11)
- 2014년 《삼국유사 연극만발 - 만파식적 도난 사건의 전말》 (2014.09.05~2014.09.21)
- 2014년 《공장》 (2014.10.02~2014.10.11)
- 2014년 《만리향》 - 첫째 역 (2014.11.28~2014.12.07)
- 2015년 《차이메리카》 - 데이빗 바커 / 피터 루크 / 공안 역 (2015.04.14~2015.05.16)
- 2015년 《세월호 - 공중의 방》 - 남자 역 (2015.08.26~2015.08.30)
- 2015년 《만리향》 - 첫째 역 (2015.09.02~2015.09.20)
- 2015년 《조씨고아, 복수의 씨앗》 - 도안고의 부사 외 역 (2015.11.04~2015.11.22)
- 2016년 《떠도는 땅》 - 노인 역 (2016.02.13~2016.02.28)
- 2016년 《모든 군인은 불쌍하다》 (2016.03.10~2016.03.27)
- 2016년 《만리향》 - 첫째 역 (2016.04.06~2016.04.10)
- 2016년 《만리향》 - 첫째 역 (2016.05.04~2016.06.12)
- 2016년 《경숙이, 경숙아버지》 (2016.07.08~2016.07.09)
- 2017년 《조씨고아, 복수의 씨앗》 - 도안고의 부사 / 신하 / 조순의 졸개 역 (2017.01.18~2017.02.12)
- 2017년 《모든 군인은 불쌍하다》 (2017.05.13~2017.06.04)
- 2018년 《만리향》 - 첫째 역 (2018.05.30~2018.06.10)
- 2018년 《괴벨스 극장》 (2018.08.08~2018.08.19)
- 2018년 《괴벨스 극장》 (2018.08.24~2018.08.25)
- 2018년 《조씨고아, 복수의 씨앗》 - 도안고의 부사 외 역 (2018.09.04~2018.10.01)
- 2018년 《조씨고아, 복수의 씨앗》 - 도안고의 부사 외 역 (2018.10.13)
- 2018년 《율구》 (2018.11.02~2018.11.11)
- 2018년 《분노하세요》 (2018.12.21~2018.12.30)
- 2019년 《여름은 덥고 겨울은 길다》 - 창호 역 (2019.07.05~2019.07.21)
- 2019년 《율구》 (2019.08.22~2019.09.01)
- 2020년 《마트료시카》 - 윤 회장 역 (2020.02.21~2020.03.01)
- 2020년 《귀하신 손님》 - 최고수 역 (2020.06.11~2020.06.13)
- 2020년 《여름은 덥고 겨울은 길다》 - 창호 역 (2020.08.27~2020.09.13)
- 2021년 《코스모스》 (2021.03.12~2021.03.28)
- 2021년 《조씨고아, 복수의 씨앗》 - 도안고의 부사 외 역 (2021.04.09~2021.05.09)
- 2021년 《넓은 하늘의 무지개를 보면 내 마음은 춤춘다》 - 조병식 역 (2021.06.25~2021.06.27)
- 2021년 《이장》 (2021.10.08~2021.10.24)
- 2022년 《돼지사냥》 - 지 서장 역 (2022.01.19~2022.01.30)
- 2022년 《코스모스》 (2022.02.11~2022.02.27)
- 2022년 《초선의원》 - 수호 역 (2022.06.03~2022.07.03)
- 2022년 《패밀리 M의 병》 - 루이지 역 (2022.08.17~2022.08.27)

## 제작

### 공연

#### 낭독극
- 2010년 《모두 잘 지냅니다》 - 연출 (2010.12.27)

## 연출

### 공연

#### 낭독극
- 2010년 《모두 잘 지냅니다》 - 연출 (2010.12.27)

## 수상
- 2012년 하얀수건상 연기상
- 2020년 동아연극상 연기상